# Park Young-dae
Park Young-Dae (9 de junho de 1964), é um ex-handebolista sul-coreano, medalhista de prata nas Olimpíadas de 1988.
Park Young-Dae jogou doze partidas anotando um gol em cada Olimpíada.